# Містельбах (округ)
Бецирк Містельбах — округ Австрійської федеральної землі Нижня Австрія. 
Округ поділено на 36 громад:

1. Ла-ан-дер-Тайа (6106)
2. Містельбах-ан-дер-Цайя (10 980)
3. Пойсдорф (5531)
4. Волькерсдорф-ім-Вайнфіртель (7308)

Ярмаркові громади
1. Ашпарн-ан-дер-Цая (1771)
2. Бернгардсталь (1647)
3. Бокфліс (1358)
4. Фалькенштайн (470)
5. Гавайншталь (3681)
6. Грос-Енгерсдорф (1435)
7. Гросгаррас (1172)
8. Гроскрут (1607)
9. Гаусбрунн (864)
10. Геррнбаумгартен (987)
11. Кройцштеттен (1521)
12. Ладендорф (2190)
13. Нойдорф-бай-Штац (1390)
14. Пілліхсдорф (1057)

Сільські громади
1. Альтліхтенварт (773)
2. Дразенгофен (1136)
3. Фалльбах (831)
4. Гаубіч (910)
5. Гнадендорф (1174)
6. Гросеберсдорф (2220)
7. Гохлайтен (1145)
8. Кройтталь (1378)
9. Нідерлайс (814)
10. Оттенталь (617)
11. Шраттенберг (823)
12. Унтерстінкенбрунн (576)
13. Вільдендюрнбах (1577)

## Демографія
Населення округу за роками за даними статистичного бюро Австрії

## Виноски
1. ↑  Statistik Austria. Архів оригіналу за 2 травня 2015. Процитовано 27 червня 2013.

| Австрія | Це незавершена стаття з географії Австрії. Ви можете допомогти проєкту, виправивши або дописавши її. |